# Беатрікс фон Шторх
Беатрікс фон Шторх(ь) (нім. Beatrix von Storch, повне ім'я при народженні: Беатрікс Амелі Еренгард Айліка герцогіня фон Ольденбург; нар. 27 травня 1971, Любек) — німецький політик, лобіст, блогер, адвокат;  Депутат Європейського парламенту з 2014 р., заступник голови партії «Альтернатива для Німеччини».

## Біографія
Походить з династії герцогів Ольденбурзьких. Її дід граф Людвиг фон Крозіґ був міністром фінансів нацистського уряду Гітлера. За систематичні пограбування євреїв опинився на лаві підсудних Міжнародного Нюрнберзького процесу.
Вивчала банківську справу в Гамбурзі та право у Гайдельберзькому університеті, мала юридичну практику в Берліні, спеціалізувалася на банкрутському праві. У 2008-2009 роках працювала в адвокатській канцелярії Voigt & Scheid Rechtsanwälte до її самоліквідації.
З середини 1990-х років проявляла зацікавленість до політичної активності, була пов'язана з Вільною демократичною партією. У 2013 р. перейшла до новоствореної правопопулістської партії «Альтернатива для Німеччини». Після скандальної відставки одного з двох лідерів партії Фрауке Петрі піднялася в партійній єрархії до посади заступника голови партії.

## Оцінки німецькою громадськістю та ЗМІ
- За шляхетне походження та правильні риси обличчя німецькі ЗМІ її прозвали «іконою АдН» (на відміну від попередньої лідера АдН східнонімецької Фрауке Петрі). Але спостерігачі також відмічають її швидку дратівливість та те, що їй все одно, що про неї думає публіка.[8]

- На початку січня 2018 року Беатрікс фон Шторх написала на своїй сторінці в Твіттері про «варварські мусульманські орди чоловіків», котрі буцімто скоюють «групові зґвалтування» жінок. Вона там також критикувала використання арабської мови в Twitter поліції Кельна.[9]
Її твітт викликав масове обурення та протести сотень німецьких користувачів Твіттеру. Після чого її твітт-акаунт було заблоковано менеджментом Твіттера. Тоді ж кельнська поліція почала офіційне розслідування проти фон Шторх за статтею Кримінального кодексу Розпалювання міжнаціональної ворожнечі. Прокуратура розглядає її висловлювання на предмет кримінальної відповідальності[10]

- Як персонаж німецької публіцистики вона часто є об'єктом сатиричних глузувань — як наївна людина, яка не розуміє у якому середовищі опинилась на чолі партії АдН. На думку часопису Rolling Stone, її записи у Фейсбуці свідчать, що в неї проблеми з почуттям гумору та жарту, вона не бачить різниці між сатирою від реальністю.[11]